# Phyllidiopsis papilligera
Phyllidiopsis papilligera är en snäckart som beskrevs av Bergh 1890. Phyllidiopsis papilligera ingår i släktet Phyllidiopsis och familjen Phyllidiidae. Inga underarter finns listade i Catalogue of Life.